# Data General
Data General Corporation was een Amerikaanse producent van minicomputers, Unix-servers en opslagsystemen. Het bedrijf werd in 1968 opgericht door voormalige werknemers van Digital Equipment Corporation (DEC). Het hoofdkantoor was gevestigd in Westborough, Massachusetts.

## Geschiedenis
Data General werd opgericht door Edson de Castro, Henry Burkhardt III en Richard Sogge van DEC en Herbert Richman van Fairchild Semiconductor. Edson de Castro was de hoofdingenieur die de leiding had over de PDP-8, DEC's lijn van goedkope computers die de minicomputermarkt creëerde. De Castro zag dankzij verbeterde productietechnieken mogelijkheden om de PDP-8 goedkoper te produceren, maar DEC was niet geïnteresseerd.
Uit onvrede begon hij aan de ontwikkeling van zijn eigen goedkope 16-bit ontwerp dat in 1969 op de markt kwam als de Nova, het eerste product van Data General. Een basis Nova-systeem kostte twee derde of minder dan een vergelijkbare 12-bit PDP-8, was sneller, gemakkelijker uitbreidbaar, aanzienlijk kleiner en betrouwbaarder. In combinatie met het realtimebesturingssysteem RDOS (DG/RDOS) en programmeertalen zoals Data General Business Basic bood de Nova een multi-user platform dat geavanceerder was dan veel andere systemen uit die tijd. Begin jaren zeventig werd een reeks geüpdatete Nova-machines uitgebracht, waardoor de Nova-lijn een stap voor bleef in de 16-bit minicomputerwereld. Data General produceerde ook een volledig assortiment randapparatuur voor gebruik met zijn minicomputers, zoals de Dasher-computerterminals.
De Nova werd gevolgd door de Eclipse-serie die een veel grotere geheugencapaciteit bood en toch Nova-code zonder aanpassingen kon uitvoeren. De lancering van de Eclipse werd echter geplaagd door productieproblemen en het duurde enige tijd voordat het een betrouwbare vervanging was voor de tienduizenden Nova's op de markt. Toen de minicomputerwereld van 16-bit naar 32-bit evolueerde, introduceerde Data General in 1980 de Eclipse MV/8000 als eerste van een serie 32-bit Eclipse MV-systemen.
Hoewel de computers van Data General succesvol waren, betekende de introductie van de IBM PC in 1981 het begin van het einde voor de minicomputer. Tegen het einde van het decennium was de hele markt voor minicomputers grotendeels verdwenen. Data General deed in de jaren tachtig verschillende pogingen om op de markt van de personal computers een rol van betekenis te spelen. De Desktop Generation Model 10 uit 1983 was een hybride computer die zowel een MicroEclipse- als een Intel 8086-processor bevatte en daardoor ook MS-DOS kon draaien. In 1984 bracht Data General de Data General/One op de markt, een IBM PC-compatibele laptop. Geen van beide toestellen werd een commercieel succes.
In 1989 gooide Data General het over een andere boeg met de introductie van de AViiON-lijn, een reeks schaalbare Unix-systemen variërend van werkstations tot departementele servers. Deze schaalbaarheid werd bereikt door het gebruik van NUMA, waardoor een aantal basisprocessors in één systeem konden samenwerken. Aanvankelijk gebruikten AViiON-systemen de Motorola 88000 RISC-architectuur, maar toen Motorola in 1992 toetrad tot de AIM-alliantie en deze processor schrapte ten voordele van de PowerPC-processor schakelde Data General over op Intel-processoren.
Naast AViiON volgde in 1992 de CLARiiON-serie SAN-systemen,  die eind jaren negentig een belangrijke productlijn werden. Dit leidde in 1999 tot een overname door EMC Corporation, destijds de grootste leverancier van opslagsystemen. EMC schrapte in 2001 alle productlijnen van Data General behalve de CLARiiON-lijn, die nog tot 2012 verder aangeboden werd.

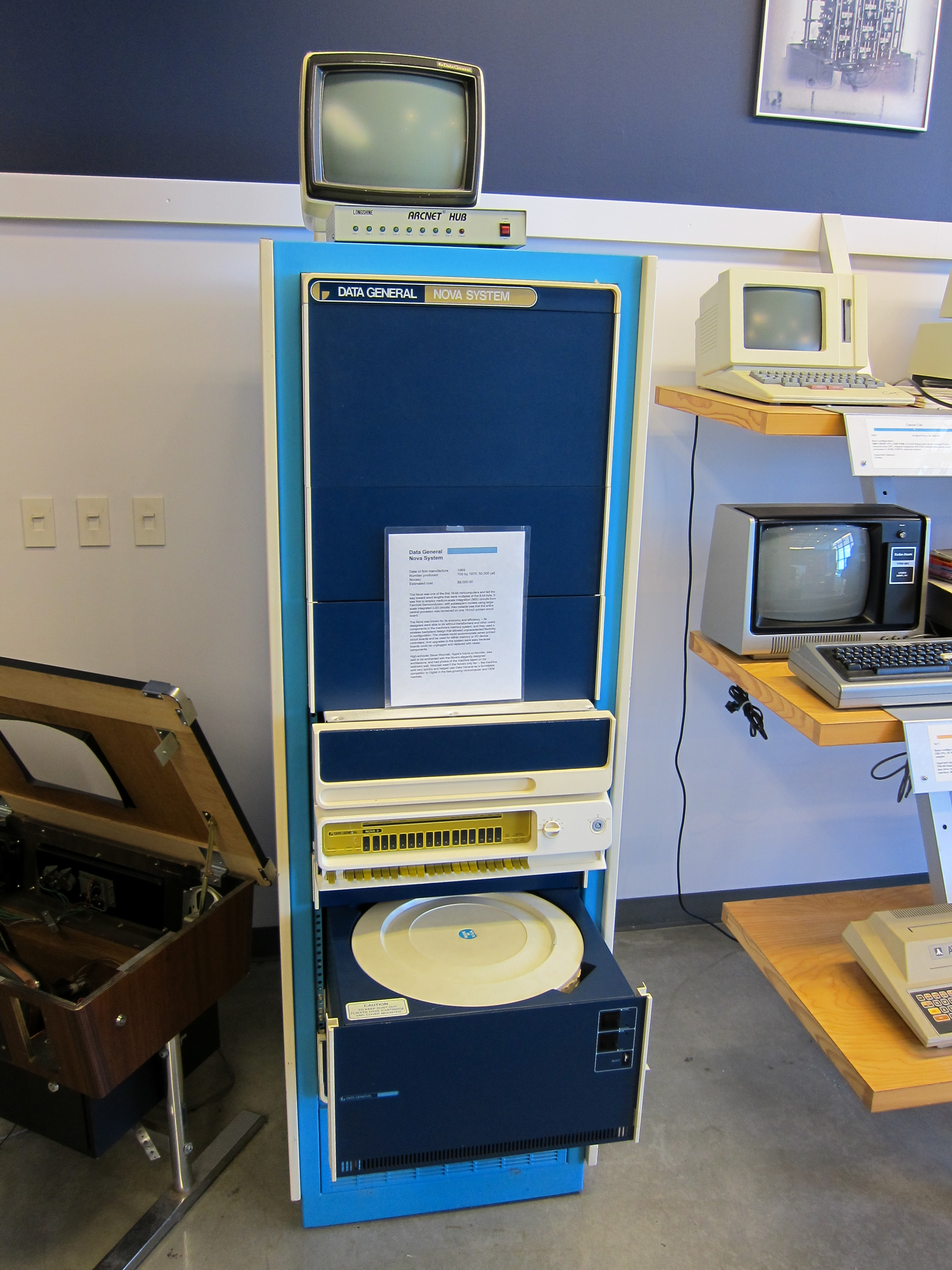
Data General Nova
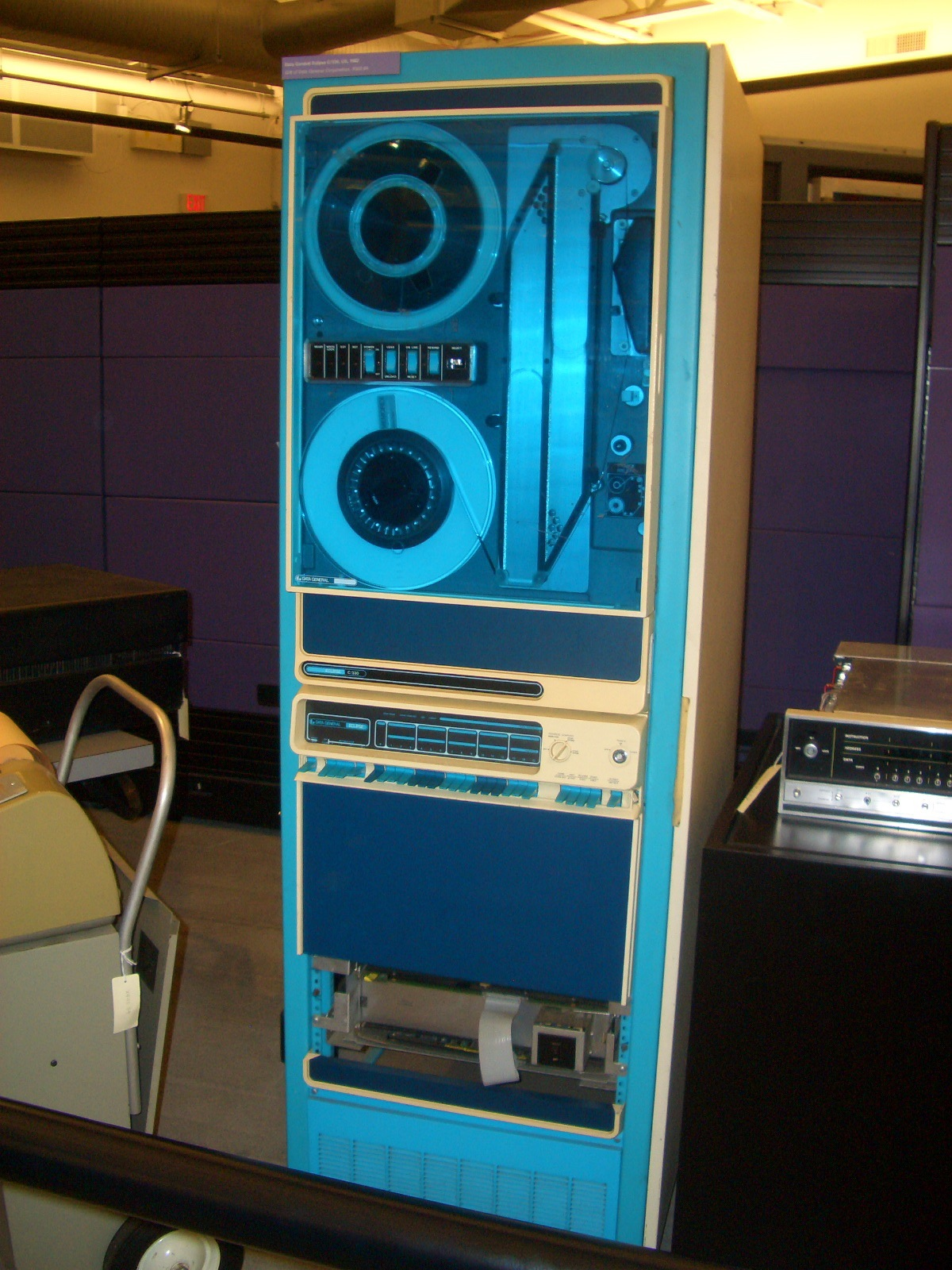
Data General Eclipse C/330
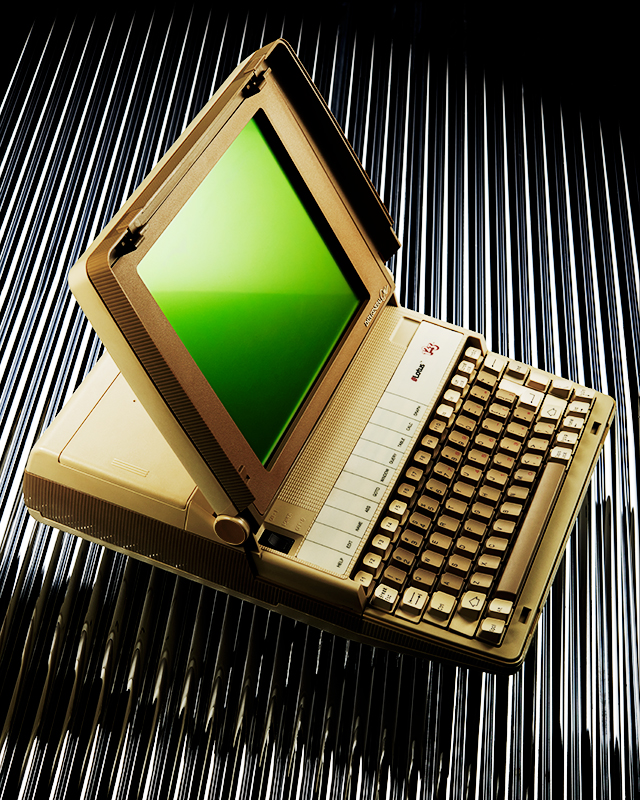
Data General/One

## Marketing
Vanaf het begin viel Data General op door zijn agressieve en succesvolle marketing. Hun eerste reclamecampagne was een advertentie waarop oprichter Ed de Castro groot en korrelig in zwart-wit te zien was, met daarbij de tekst "If you're going to make an inexpensive computer you have to sell a lot of them to make a lot of money. And we intend to make a lot of money." Een andere gedenkwaardige reclamecampagne van begin jaren tachtig was de uitgifte van T-shirts met het opschrift "We did it on a desktop".
Data General sponsorde het Tyrrell Formule 1-team tijdens de Formule 1 Wereldkampioenschappen in 1985, 1986 en 1987, met de naam prominent zichtbaar op de 014-, 015- en DG016-auto's van het team. De DG016 die in 1987 werd gebruikt, kreeg het voorvoegsel DG als verwijzing naar Data General.